# Salt amb esquís als Jocs Olímpics d'hivern de 1994
Als Jocs Olímpics d'Hivern de 1994 celebrats a la ciutat de Lillehammer (Noruega) es disputaren tres proves de salt amb esquís en categoria masculina.
El salt llarg es realitzà el dia 20 de febrer sobre un trampolí de 120 metres, el salt normal es feu el dia 25 de febrer sobre un trampolí de 90 metres i la prova per equips el dia 22 de febrer de 1994 a les instal·lacions de Lysgårdsbakkene. Hi participaren un total de 68 saltadors de 19 comitès nacionals diferents.

## Resum de medalles
| Prova                  | Or                                                                        | Argent                                                                 | Bronze                                                                         |
| Salt amb esquís 90 m.  | Espen Bredesen                                                            | Lasse Ottesen                                                          | Dieter Thoma                                                                   |
| Salt amb esquís 120 m. | Jens Weissflog                                                            | Espen Bredesen                                                         | Andreas Goldberger                                                             |
| Prova per equips       | AlemanyaHansjörg Jäkle · Christof Duffner · Dieter Thoma · Jens Weissflog | JapóJinya Nishikata · Takanobu Okabe · Noriaki Kasai · Masahiko Harada | ÀustriaHeinz Kuttin · Christian Moser · Stefan Horngacher · Andreas Goldberger |

## Medaller
| Posició | País     | Or | Argent | Bronze | Total |
| 1       | Alemanya | 2  | 0      | 1      | 3     |
| 2       | Noruega  | 1  | 2      | 0      | 3     |
| 3       | Japó     | 0  | 1      | 0      | 1     |
| 4       | Àustria  | 0  | 0      | 2      | 2     |
|         |          |    |        |        |       |
| Total   | Total    | 3  | 3      | 3      | 9     |